# Rheinkraftwerk Säckingen
Das Rheinkraftwerk Säckingen ist ein Flusskraftwerk im Hochrhein zwischen der deutschen Stadt Bad Säckingen und der Gemeinde Stein im Schweizer Kanton Aargau. Es steht in einer Flussbiegung wenige hundert Meter östlich der Altstadt von Bad Säckingen.
Betreiberin ist die Rheinkraftwerk Säckingen AG. Ihre Aktien werden zu 37,5 % von der EnBW Energie Baden-Württemberg, zu 12,5 % von der EnBW-Beteiligungsgesellschaft Energiedienst Holding AG sowie zu je 25 % von der Axpo AG (bis 2009 als Nordostschweizerische Kraftwerke AG, NOK, firmierend) und der vollständig im Besitz des Kantons Aargau befindlichen, aber an der Axpo Holding beteiligten AEW Energie AG gehalten. EnBW vermarktet Strom aus dem Kraftwerk unter dem Markennamen NaturEnergiePlus über eine Tochtergesellschaft.

## Geschichte
Das Rheinkraftwerk Säckingen war bis zur Einweihung des neuen Wasserkraftwerks in Rheinfelden (Neues Wasserkraftwerk Rheinfelden) im Jahre 2010 das jüngste Wasserkraftwerk am Hochrhein zwischen dem Bodensee und Basel. Die Erstkonzessionierung wurde im Oktober 1959 bis ins Jahr 2046 bewilligt, Baubeginn des Kraftwerks war 1961, die Inbetriebnahme erfolgte im Juli 1966. Ab Herbst 2011 erfolgte eine grundlegende Sanierung im Rahmen eines Großprojektes, bei der die vier Turbinen nacheinander demontiert und erneuert wurden. Im Oktober 2023 wurde das Projekt technisch abgeschlossen.

## Technik
Das Kraftwerk verfügt über eine installierte Leistung von 73,6 Megawatt. Durchschnittlich werden im Jahr 485 Millionen Kilowattstunden (kWh) elektrische Energie produziert. Die Stromerzeugung dieses Kraftwerkes wird zwischen Deutschland und der Schweiz aufgeteilt.
Das in einem funktionalen Stil errichtete Maschinenhaus ist etwa 145 Meter lang und befindet sich in der deutschen Rheinhälfte. Darin sind vier Kaplan-Turbinen mit je knapp 18 Megawatt (MW) Leistung liegend eingebaut, so dass kein hoher Ausbauraum erforderlich ist. Stattdessen laufen zwei Portalkräne über den Turbinen und den Generatoren, um Wartungsarbeiten ausführen zu können. Ein Kaplan-Rad hat einen Durchmesser von zirka 7,4 Metern. Das Wehr steht in der Verlängerung des Maschinenhauses auf Schweizer Gebiet.